# 甯惠子
宁殖（？—前553年），即宁惠子，中国春秋时期卫国的卿。
前577年，卫定公去世，宁殖和孔成子受遗命一起辅佐卫献公。前572年，宁殖与晋国讨伐宋国彭城的鱼石之乱。前571年，宁殖联合晋国、宋国伐郑国。前559年，卫献公不敬孙林父和宁殖，孙林父遂联合宁殖，逐出献公，立卫殇公。前557年，随晋国荀偃、鲁国叔老、郑简公伐许国。前553年，宁殖临终，后悔逐出献公，让儿子宁喜掩护献公回国。